# Palmer-Becken
Koordinaten: 64° 57′ S, 64° 24′ W
Das Palmer-Becken ist ein kleines Seebecken vor der Westküste der Antarktischen Halbinsel. Es liegt südlich des Palmer-Archipels und nordnordwestlich des Wilhelm-Archipels. 
Die seit Januar 2007 vom Advisory Committee on Undersea Features anerkannte Benennung geht auf einen Vorschlag von Margareth Knuth von der National Science Foundation zurück. Benannt ist das Seebecken in Anlehnung an die Benennung der Palmer-Station auf der benachbarten Anvers-Insel. Deren Namensgeber ist der US-amerikanische Robbenfängerkapitän Nathaniel Palmer (1799–1877).